# Alma Renborg
Alma Ingeborg Larsson Renborg, född 5 oktober 1850 i Hova församling, Skaraborgs län, död 9 oktober 1925 i Lidingö församling, var en svensk lärarinna, skolledare och kvinnosakskvinna.
Mellan 1884 och 1907 var hon föreståndare för flickskolan i Östersund. 1903 grundade hon Östersunds avdelning av Landsföreningen för kvinnans politiska rösträtt.

## Biografi
Alma Renborg föddes 1850 i Hova, dåvarande Skaraborgs län. Hennes föräldrar var grosshandlaren Carl August Larsson, född 13 juni 1823 och död 1890, samt Lovisa Charlotta Bergström, född 22 oktober 1823 och död 1864. Hennes syskon var Hjalmar Birger Paulus, född 1853, Hildur Serafia, född 1857, Anna Astrea, född 1859 och Sigge Viktor Stefanus född 1861. 
Efter moderns död flyttade familjen till Stora Nygatan i Stockholm 1866. 1871 utexaminerades Alma Renborg från Statens högre lärarinneseminarium. Hon tjänstgjorde i Stockholm i Schückska skolan. Hon flyttade 1879 till Filipstad där hon var föreståndarinna för Filipstads elementarläroverk för flickor. Hennes far hade tagit namnet Renborg i Stockholm, och Alma fick därmed namnet Renborg. Hon flyttade till Östersund 1884. 1907 flyttade hon från Östersund tillbaka till Stockholm.
1884 startade flickskolan i Östersund, och Alma Renborg var dess första föreståndarinna. Denna roll hade hon mellan 1884 och 1907. Hon efterträddes av Maria Creutz, som drev skolan mellan 1907 och 1921. Skolan hade som flest elever 1957. Sista klassen gick ut 1967, och byggnaden revs 1970. 22 september 1884 knivskars Alma Renborg illa i ena skinkan av vad som då beskrevs som en "lömsk niding".
Under sin tid i Östersund var Alma Renborg kontaktperson för Fredrika Bremer-förbundet. Hon grundade även tillsammans med Hildur Kramer-Hallström lokalavdelningen av Landsföreningen för kvinnans politiska rösträtt (LKPR) 14 december 1903, och Alma Renborg blev dess första ordförande. Därigenom var hon även var medlem i centralstyrelsen för LKPR i flera år.